# Mandriva Linux
Mandriva Linux (раніше відома, як Mandrakelinux або Mandrake Linux) — це операційна система, створена компанією Mandriva (раніше Mandrakesoft). Станом на травень 2015 року компанія перебуває в процесі ліквідації.
Останній реліз Mandriva Linux вийшов у серпні 2011 року. Більшість розробників, які були звільнені, перейшли на проєкт Mageia. Надалі, інші розробники спільно з членами громади утворили OpenMandriva, продовження Mandriva.

## Історія
У 2005 році внаслідок злиття Mandrakesoft та Conectiva, MandrakeLinux перейменовано на Mandriva Linux.
Mandrakelinux, розпочатий Gaël Duval, є дистрибутом Лінукс, що отримав величезне зростання популярності з часу першого випуску в липні 1998 року. Розробники взяли дистрибут Red Hat, змінили типову стільницю на KDE й додали легкий у вжитку установник, ламаючи міф про те, що Лінукс важко встановити. Розпізнавання апаратного забезпечення та утиліти розмітки диску від Mandrake багатьма вважаються найкращими та багато користувачів використовують Mandrake, тоді як інші дистрибутиви не забезпечили їм достатньої зручності.
Mandrakelinux став популярним дистрибутивом серед новачків у Linux та серед домашніх користувачів, що шукають альтернативну операційну систему. Розробка Mandrake є цілком відкритою та прозорою, з новими пакунками, що з'являються в так званому каталозі «cooker» (піч) щоденно. Коли новий випуск переходить до етапу «бета» знімок cooker береться з першу бету. Процес бета тестування був коротким та інтенсивним, але починаючи з версії 9.0, став довшим та ретельнішим.
Наслідком такого типу розробки є свіжий випуск — дуже сучасний дистрибут Linux. З іншого боку, користувачі можуть помітити більше помилок та менше стабільності, ніж у інших дистрибутах. Багато людей вважає такий компроміс прийнятним для своїх настільних комп'ютерів.
За: 
- дружній до користувача
- графічні утиліти налаштування
- підтримка спільноти.

Проти: 
- деякі випуски мають багато помилок
- випуски спочатку доступні лише членам MandrivaClub.

Менеджер пакунків: RPM5
Вільне завантаження: встановлення з FTP одразу після випуску, ISO образи лише після кількатижневої затримки
Головна сторінка https://web.archive.org/web/20110902093647/http://mandrivalinux.com/

## Версії
З початку 2007 року, Mandriva випускається з періодом в 6 місяців, подібно до Ubuntu та Fedora. Однак, хоча в кожному випуску додається менше нових функцій, весняні випуски (Spring release) базуються на тих самих платформах, що й попередній (головний) випуск, таким чином досягається стабільність річного релізу. Існують плани щодо збільшення циклу розробки Mandriva до 1 року. Паралельно із варіантом для спільноти було забезпечено дистрибутив із включеним програмним забезпеченням під комерційними ліцензіями, такий варіант дистрибутиву поширювався із назвою Mandriva Powerpack.

### Остання версія
Реліз Mandriva 2011 підготовлений міжнародною командою розробників, що складається з фахівців російської компанії "РОСА", бразильської Conectiva і французької Mandriva.  Дистрибутив розповсюджується у вигляді однієї DVD-збірки, що підтримує роботу в Live-режимі з можливістю установки на диск і доступною для архітектур i586 (1.6 Гб) і x86-64 (1.7 Гб).  Підготовлені iso-образи є гібридними, тобто їх можна використовувати як на DVD, так і на USB Flash. 
Випуск як ніколи раніше багатий значними нововведеннями, як на рівні організації інтерфейсу користувача, так і на рівні системних компонентів.  Наприклад, здійснено перехід на пакетний менеджер RPM5 і систему ініціалізації Systemd, доданий новий інтерфейс запуску програм і перероблені різні частини десктоп-оточення.  Переглянутий процес установки: замість вибору компонентів у інсталяторі, сформований встановлений за замовчуванням базовий склад програм, для якого відібрано по одному ретельно підібраному і протестованому застосунку для кожного виду завдань. 
Відповідно до нового циклу підготовки релізів, нові значні версії Mandriva будуть випускатися раз на рік.  Базовий термін підтримки і випуску оновлень становитиме півтора року.  Раз на кілька років буде формуватися LTS-випуск, що відрізняється тривалим часом випуску оновлень (3 роки).  Зокрема, найближчий LTS-реліз планується сформувати на базі Mandriva Linux 2011 і випустити наприкінці 2011 року.

### Розробницька версія
Розробницька гілка Mandriva Linux завжди мала кодову назву Cooker. Ця гілка напряму стає випуском нової версії.

### Таблиця версій
| Рік  | Номер  | Ім'я                                 |
| ---- | ------ | ------------------------------------ |
| 1998 | 5.1    | Venice                               |
| 1998 | 5.2    | Leeloo                               |
| 1999 | 5.3    | Festen                               |
| 1999 | 6.0    | Venus                                |
| 1999 | 6.1    | Helios                               |
| 2000 | 7.0    | Air                                  |
| 2000 | 7.1    | Helium                               |
| 2000 | 7.2    | Odyssey (called Ulysses during beta) |
| 2001 | 8.0    | Traktopel                            |
| 2001 | 8.1    | Vitamin                              |
| 2002 | 8.2    | Bluebird                             |
| 2002 | 9.0    | Dolphin                              |
| 2003 | 9.1    | Bamboo                               |
| 2003 | 9.2    | FiveStar                             |
| 2004 | 10.0   | Community and Official               |
| 2004 | 10.1   | Community                            |
| 2004 | 10.1   | Official                             |
| 2005 | 10.2   | Limited Edition 2005                 |
| 2005 | 2006.0 | Mandriva Linux 2006                  |
| 2006 | 2007   | Mandriva Linux 2007                  |
| 2007 | 2007.1 | Mandriva Linux 2007 Spring           |
| 2007 | 2008.0 | Mandriva Linux 2008                  |
| 2008 | 2008.1 | Mandriva Linux 2008 Spring           |
| 2008 | 2009.0 | Mandriva Linux 2009                  |
| 2009 | 2009.1 | Mandriva Linux 2009 Spring           |
| 2009 | 2010.0 | Mandriva Linux 2010                  |
| 2010 | 2010.1 | Mandriva Linux 2010 Spring           |
| 2010 | 2010.2 | Mandriva Linux 2010                  |

### Mageia
У вересні 2010 року компанія Mandriva  у зв'язку з фінансовими труднощами ліквідувала свій підрозділ Edge-IT у результаті чого була звільнена значна кількість розробників дистрибутиву. У результати звільнені співробітника створили форк Mageia